# Toros de Tijuana
Para el equipo que participó en Liga Mexicana de Pacífico, véase Potros de Tijuana.
Los Toros de Tijuana es un equipo de béisbol mexicano que participa en la Liga Mexicana de Béisbol con sede en Tijuana, Baja California, México.

## Historia

### Primera Etapa
Los Toros de Tijuana tuvieron su primera participación en la Liga Mexicana de Béisbol en la temporada 2004, al adquirir la franquicia de los Tecolotes de Nuevo Laredo. 
En su primera temporada calificaron a postemporada en donde se enfrentaron a los Sultanes de Monterrey para derrotarlos en 6 juegos. En la segunda ronda de play offs se enfrentaron a los Pericos de Puebla donde fueron derrotados en 5 partidos.
Para la temporada 2005 cambiarían el nombre a Potros de Tijuana, nombre con el que jugaron en la Liga Mexicana del Pacífico de 1977-1991. Potros consiguió su clasificación a play offs en donde eliminaron a los Acereros de Monclova en 5 juegos en la primera ronda. En la segunda ronda se enfrentarían a los Diablos Rojos del México para ganarles en 6 juegos para así pasar a su primera final de zona, en donde se toparían con los Saraperos de Saltillo quienes ganaron en 7 encuentros.
En el 2006 se quedarían en la primera ronda al enfrentar a los Sultanes de Monterrey en 5 partidos.
La temporada 2008 sería la última en su primera etapa en la liga, donde terminarían con récord de 41-61 para quedar en sexto lugar de la zona norte. El equipo se trasladaría a la ciudad de Reynosa, Tamaulipas, para convertirse en los Broncos de Reynosa.

### Segunda Etapa
Los Toros de Tijuana reingresaron a la LMB en 2014 al adquirir la franquicia de los Petroleros de Minatitlán. En esta campaña terminarían en sexto lugar de la zona norte con marca de 55-58.
En la campaña 2015 terminarían en cuarto lugar, por lo que los Toros tuvieron que jugar un partido de eliminación directa contra los Vaqueros Laguna por un boleto a la postemporada como Comodín. El juego se llevó a cabo en el Estadio Gasmart donde los Toros se impusieron 10-3. En la primera ronda de playoffs se enfrentarían a los líderes de la liga Diablos Rojos del México para ganarles en 7 partidos. En su segunda final de zona se medirían contra los Acereros de Monclova donde caerían en 7 encuentros.
En 2016 clasificaron nuevamente a postemporada al terminar en Tercer lugar de la Zona Norte, en la primera ronda de playoffs eliminaron a los Acereros de Monclova en 4 juegos para llegar por segundo año consecutivo a la Final del Norte en donde eliminaron en 7 juegos a los Sultanes de Monterrey, para así alcanzar su primera Serie del Rey en la historia del equipo en donde se enfrentó a los Pericos de Puebla con quienes cayeron en 6 juegos.

#### El primer título
En la temporada 2017 los Toros dirigidos por Pedro Meré terminaron en Primer lugar de la Zona Norte, en la primera ronda del playoffs eliminaron a los Rieleros de Aguascalientes en 6 juegos para avanzar a la Final Norteña donde dejaron en el camino a los Sultanes de Monterrey en 6 juegos para conseguir por segundo año consecutivo a la Serie del Rey ante los Pericos de Puebla a quienes superaron 4 juegos a 1, para así conquistar su primer título en la Liga Mexicana de Béisbol y alzar la Copa Zaachila.
El trofeo de Jugador Más Valioso fue para Roberto López, quien en la Serie del Rey tuvo seis carreras producidas, además bateó .429 en cinco juegos y lució a la defensiva en el jardín izquierdo.
En la temporada Primavera 2018 clasificaron a postemporada al terminar en Segundo Lugar, eliminaron a los Rieleros de Aguascalientes en 4 juegos para pasar a la Final de la Zona Norte sin embargo fueron eliminados por los Sultanes de Monterrey.
En la temporada Otoño 2018 terminaron nuevamente en segundo lugar pero fueron eliminados nuevamente por los Sultanes de Monterrey en 7 juegos de la primera ronda de playoffs.
Para el 2019 terminaron en primer lugar de la Zona Norte. En la primera ronda de playoffs eliminaron a los Saraperos de Saltillo en 6 juegos para avanzar a la Final norteña donde fueron eliminados por los Acereros de Monclova en 7 juegos.

#### Segundo título
En la temporada 2021 después de la cancelación de la temporada 2020 a causa de la pandemia se anuncia el regreso de la liga. Terminaron en segundo lugar de la Zona Norte con récord de 40 victorias y 25 derrotas, clasificando así a los playoffs, derrotando en el Primer Playoff a Rieleros de Aguascalientes en siete juegos.
Derrotaría más tarde en la Serie de Zona a Acereros de Monclova en cinco juegos con ello llegar pasar a la Serie de Campeonato frente a los debutantes Mariachis de Guadalajara quienes llegarían como el equipo a vencer y amplios favoritos para consagrarse en la zona, el resultado fue a favor de los astados llevándose así su tercer título de Zona.
En la Serie del Rey se enfrentaría a Leones de Yucatán quienes iniciaron llevándose amplia ventaja en los primeros tres juegos de la serie. El juego 4 en el Parque Kukulcán Alamo tuvo que ser suspendido por lluvia reprogramándose al día siguiente, con esto Tijuana aprovecharía y tomaría otra oportunidad para llevar la serie a siete juegos quien repetiría la hazaña que hasta el momento sólo lo habían realizado los Charros de Jalisco en la temporada 1971 donde regresaron de un resultado adverso frente a los Saraperos de Saltillo y así con esto, el equipo fronterizo logró su segundo título a su historia.

## Estadio
Los Toros tienen como casa el Estadio Chevron localizado en la ciudad de Tijuana, Baja California, México. El estadio fue inaugurado el 12 de octubre de 1977 con un duelo de la Liga Mexicana del Pacífico, entre los Potros de Tijuana y los Águilas de Mexicali. Para el año 2004 regresó el béisbol profesional, ahora con una franquicia de la LMB.
El estadio cuenta con pasto artificial y una capacidad de 17,000 espectadores.

## Jugadores

### Roster actual
Actualizado al 21 de mayo de 2019.
| Toros de Tijuana Roster 2021             |    |                                    |                         |
| C U E R P O T É C N I C O                |    |                                    |                         |
| Mánager                                  | 13 | Bandera de México                  | Homar Rojas             |
| Coach de Pitcheo                         | 33 | Bandera de México                  |                         |
| Coach de Bateo                           | 00 | Bandera de la República Dominicana | Francisco Morales       |
| J U G A D O R E S                        |    |                                    |                         |
| L A N Z A D O R E S                      |    |                                    |                         |
| Batea: Z / Tira: Z                       | 50 | Bandera de México                  | Manny Barreda           |
| Batea: D/ Tira: D                        | 23 | Bandera de Estados Unidos          | Tyler Alexander         |
| Batea: D / Tira: D                       | 47 | Bandera de México                  | Javy Guerra             |
| Batea: D / Tira: D                       | 30 | Bandera de México                  | Arturo Reyes            |
| Batea: D / Tira: D                       | 31 | Bandera de México                  | Anthony Herrera         |
| Batea: D / Tira: D                       | 13 | Bandera de México                  | Samuel Zazueta          |
| Batea: D / Tira: D                       | 40 | Bandera de Venezuela               |                         |
| Batea: D / Tira: D                       | 55 | Bandera de México                  | Nick Struck             |
| Batea: D / Tira: D                       | 49 | Bandera de Estados Unidos          | Sam Dyson               |
| Batea: D / Tira: D                       | 99 | Bandera de México                  | Faustino Carrera        |
| Batea: Z / Tira: Z                       | 54 | Bandera de Estados Unidos          | Carlos Hernández        |
| Batea: D / Tira: D                       | 7  | 🇨🇴                                 | Julio Teheran           |
| Batea: D / Tira: D                       | 29 | Bandera de México                  | Oliver Perez            |
| Batea: D / Tira: D                       | 32 | Bandera de Estados Unidos          |                         |
| R E C E P T O R E S                      |    |                                    |                         |
| Batea: D / Tira: D                       | 14 | Bandera de México                  | Xorge Carrillo          |
| Batea: D / Tira: D                       | 70 | Bandera de México                  | Gabriel Gutiérrez       |
| J U G A D O R E S D E C U A D R O        |    |                                    |                         |
| Tercera base - Batea: D / Tira: D        | 9  | Bandera de Estados Unidos          | Niko Vásquez            |
| Segunda base - Batea: Z / Tira: D        | 23 | Bandera de Estados Unidos          | Logan Watkins           |
| Parador en corto - Batea: D / Tira: D    | 47 | Bandera de México                  |                         |
| Segunda base - Batea: D / Tira: D        | 74 | Bandera de México                  | Isaac Rodríguez Salazar |
| Primera base - Batea: D / Tira: D        | 99 | Bandera de México                  | Ricky Álvarez           |
| J A R D I N E R O S                      |    |                                    |                         |
| Jardinero central - Batea: Z / Tira: Z   | 3  | Bandera de Estados Unidos          | Beau Amaral             |
| Jardinero izquierdo - Batea: A / Tira: D | 7  | Bandera de México                  | Maxwell León            |
| Jardinero derecho - Batea: D / Tira: D   | 10 | Bandera de Cuba                    | Dariel Álvarez          |
| Jardinero izquierdo - Batea: D / Tira: D | 26 | Bandera de la República Dominicana | Jesús Valdez            |
| Jardinero central - Batea: D / Tira: D   | 27 | Bandera de la República Dominicana |                         |
| Jardinero izquierdo - Batea: Z / Tira: D | 29 | Bandera de México                  | José del Palacio        |
| Jardinero derecho - Batea: Z / Tira: D   | 51 | Bandera de Cuba                    |                         |

 =  Cuenta con nacionalidad mexicana. 

### Jugadores destacados
- José Contreras.
- Derrick White.

### Números retirados
34 Fernando Valenzuela.

### Novatos del año
- 2016  Isaac Rodríguez.

### Campeones Individuales

#### Campeones Bateadores
| Año   | Nombre          | Porcentaje |
| ----- | --------------- | ---------- |
| 2006  | Derrick White   | .407       |
| P2018 | Isaac Rodríguez | .394       |

#### Campeones Productores
| Año  | Nombre         | Producidas |
| ---- | -------------- | ---------- |
| 2021 | Leandro Castro | 72         |

#### Campeones Jonroneros
| Año  | Nombre            | Jonrones |
| ---- | ----------------- | -------- |
| 2022 | Félix Pérez       | 38       |
| 2025 | Aderlín Rodríguez | 35       |

#### Campeones de Bases Robadas
| Año | Nombre  | Bases |
| --- | ------- | ----- |
| NA  | Ninguno | NA    |

#### Campeones de Juegos Ganados
| Año   | Nombre           | Récord |
| ----- | ---------------- | ------ |
| 2006  | Alonso Beltrán   | 13-5   |
| P2018 | Carlos Hernández | 8-2    |

#### Campeones de Efectividad
| Año | Nombre  | Porcentaje |
| --- | ------- | ---------- |
| NA  | Ninguno | NA         |

#### Campeones de Ponches
| Año  | Nombre         | Ponches |
| ---- | -------------- | ------- |
| 2014 | José Contreras | 140     |

#### Campeones de Juegos Salvados
| Año  | Nombre          | Juegos |
| ---- | --------------- | ------ |
| 2021 | Fernando Rodney | 16     |

## Ejecutivos del año
La organización ha obtenido el nombramiento de Ejecutivo del Año en la LMB en dos ocasiones.
- 2017  Blanca Uribe.[13]
- 2021  Alberto Uribe Maytorena.

Grupo Enerser